# クレメント・クォーティ
クレメント・アイザック・「アイク」・クォーティ（Clement Isaac "Ike" Quartey、1938年4月12日 - 2024年11月2日）は、ガーナの元ボクサーであり、ガーナ初のオリンピックメダリストである。 彼は、1960年にイタリアのローマで開催された夏季オリンピックの男子ライトウェルター級 (63.5 kg) 部門で銀メダルを獲得した。

## 生涯
「アイザック」または「アイク」として知られる彼は、1938年4月12日にガーナのアクラで生まれた。クレメントは元ウェルター級チャンピオンのアイク・クォーティの兄である。彼はオリンピックでメダルを獲得した最初の黒人ガーナ人であり、西オーストラリア州パースで開催された 1962年の大英帝国・連邦競技大会でも金メダルを獲得した。
2024年11月2日、イギリスで死去。86歳没。

## ファイト

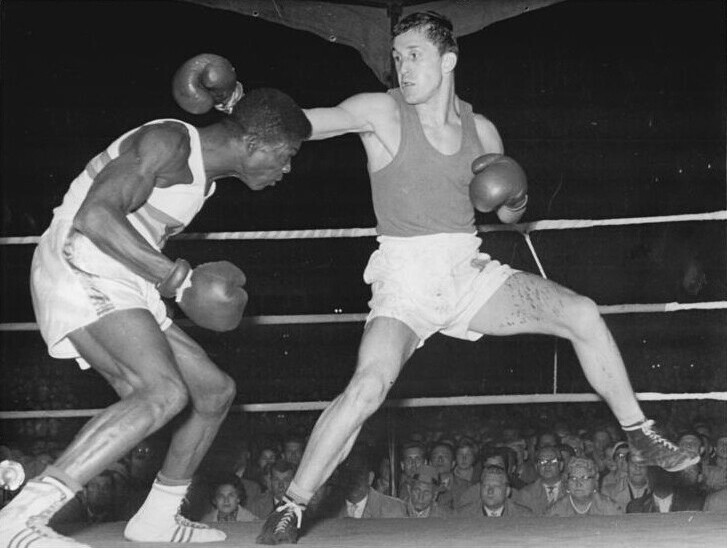
ヴィルフリート・リュールとの戦いにおけるクォーティ（左）、1962年

オリンピック成績↵1960（ライトウェルター級として）
- モハメド・ブベクール（ルーマニア）を5-0で破った。
- ハリド・アル・カルキ（イラク）を5-0で破った。
- キム・ドゥクボン（韓国）を3-2で破った。
- マリアン・カスプルシク（ポーランド）をウォークオーバーで破った。
- ボフミル・ニェメチェック（チェコスロバキア）に0-5で負けた[6]。